# Hardy Cross Dillard

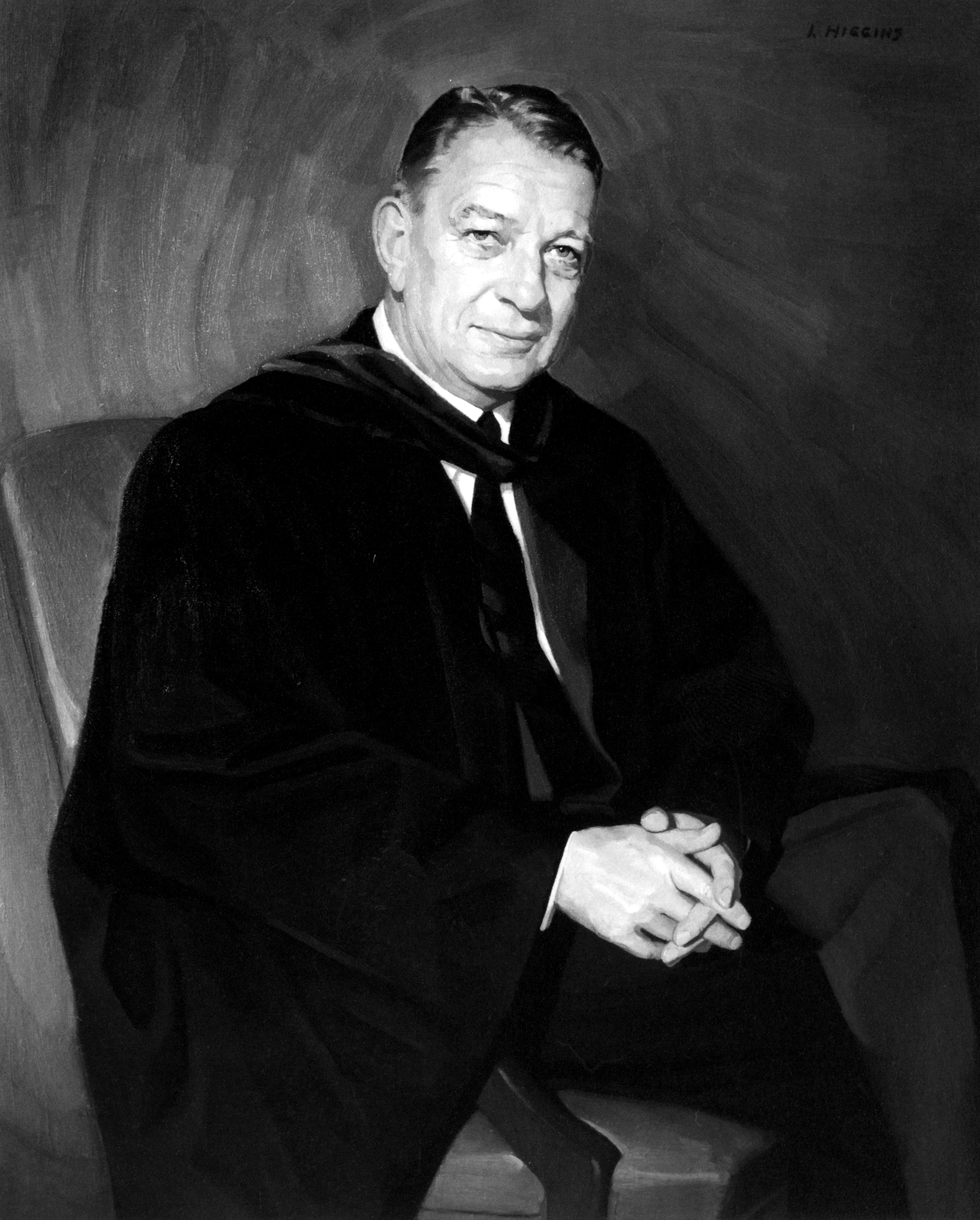
Hardy Cross Dillard, 1964

Hardy Cross Dillard (* 23. Oktober 1902 in New Orleans; † 12. Mai 1982 in Charlottesville) war ein amerikanischer Jurist. Er wirkte von 1931 bis 1970 als Professor an der University of Virginia, darunter von 1963 bis 1968 Dekan von deren juristischer Fakultät, und von 1970 bis 1979 als Richter am Internationalen Gerichtshof. Von 1962 bis 1963 war er Präsident der Amerikanischen Gesellschaft für internationales Recht, die ihm 1982 die Manley-O.-Hudson-Medaille verlieh.

## Leben
Hardy Dillard wurde 1902 in New Orleans geboren und studierte zunächst ein Jahr an der University of Virginia sowie anschließend ab 1920 an der United States Military Academy in West Point, an der er 1924 einen Bachelor-Abschluss erwarb. Anschließend schied er aufgrund des damals geringen Bedarfs der Armee an Soldaten aus dem aktiven Militärdienst aus. Nach seiner Rückkehr an die University of Virginia schloss er dort im Jahr 1927 seine juristische Ausbildung als Juris Doctor ab. Danach wirkte er bis 1968 an der Universität, darunter zunächst im Rahmen einer Lehrstuhlvertretung, von 1931 bis 1933 als Assistenzprofessor, von 1933 bis 1938 als außerordentlicher Professor, von 1938 bis 1958 als ordentlicher Professor und von 1958 bis 1968 als James-Monroe-Professor für Rechtswissenschaften. Während dieser Zeit war er von 1937 bis 1940 stellvertretender Dekan und von 1963 bis 1968 Dekan der juristischen Fakultät. Im Jahr 1957 unterrichtete er als Dozent an der Haager Akademie für Völkerrecht, von 1962 bis 1963 war er Gastprofessor an der Columbia University.
Nach der 1954 ergangenen Entscheidung des Obersten Gerichtshofs der Vereinigten Staaten im Fall Brown v. Board of Education setzte er sich in den folgenden Jahren gegen die im Bundesstaat Virginia als Massive resistance bezeichnete politische Bewegung ein, die sich gegen die aus der Gerichtsentscheidung resultierende Aufhebung der Rassentrennung an öffentlichen Schulen wandte. In der Folgezeit unterstützte er in den 1960er Jahren aktiv die Desegregation im Schulsystem Virginias. Hardy Dillard war Mitherausgeber der juristischen Fachzeitschriften American Journal of International Law und American Journal of Comparative Law und wirkte von 1962 bis 1963 als Präsident der Amerikanischen Gesellschaft für internationales Recht. Darüber hinaus war er langjähriger Berater des National War College und der United States Air Force Academy. Von 1970 bis 1979 wirkte er in Nachfolge seines Landsmanns Philip Jessup für eine turnusgemäß neunjährige Amtszeit als Richter am Internationalen Gerichtshof in Den Haag. Ihm folgte ab Februar 1979 Richard Reeve Baxter, der jedoch bereits im September 1980 im Amt verstarb, und mit Beginn des Jahres 1981 Stephen Myron Schwebel. Außerdem war er von 1971 bis 1977 Mitglied des Schiedsgerichts im Beagle-Konflikt.
Hardy Dillard war ab 1934 verheiratet und Vater eines Sohnes und einer Tochter. Im Jahr 1972, zwei Jahre nach dem Tod seiner ersten Frau, heiratete er erneut. Er starb 1982 in Charlottesville.

## Auszeichnungen
Hardy Dillard erhielt 1979 den von der Columbia University verliehenen Wolfgang Friedmann Memorial Award sowie 1982 die Manley-O.-Hudson-Medaille, die höchste Auszeichnung der Amerikanischen Gesellschaft für internationales Recht. Nach ihm benannt sind ein Stipendium sowie ein akademischer Preis für Studenten an der University of Virginia.

## Werke (Auswahl)
- Some Aspects of Law and Diplomacy. Reihe: Collected Courses of the Hague Academy of International Law. Band 91. Den Haag 1957
- Law and Conflict: Some Current Dilemmas. Lexington 1967
- Hardy Cross Dillard: Writings and Speeches. Charlottesville 1995 (als Mitherausgeber)